# جامعة جونز هوبكينز
جامعة جونز هوبكنز (بالإنجليزية: Johns Hopkins University)، وتُعرف اختصارًا باسم جونز هوبكنز، هي جامعة بحثية خاصة تقع في مدينة بالتيمور بولاية ماريلاند، الولايات المتحدة. تأسست عام 1876 على نموذج المؤسسات البحثية الأوروبية، وتُعتبر على نطاق واسع أول جامعة بحثية في الولايات المتحدة.
سُميت الجامعة تيمنًا بأول ممول لها، رجل الأعمال والمحسن الكويكر الأمريكي جونز هوبكنز، الذي قدّم تبرعًا قدره 7 ملايين دولار (ما يعادل نحو 162 مليون دولار بأسعار عام 2023) لتأسيس الجامعة، وهو ما كان حينها أكبر هبة خيرية في تاريخ الولايات المتحدة. في 22 فبراير 1876، تولى دانيال كويت غيلمان رئاسة الجامعة كأول رئيس لها، وقادها نحو ثورة في التعليم العالي الأميركي من خلال دمج التعليم الأكاديمي بالبحث العلمي.
في عام 1900، أصبحت جونز هوبكنز عضوًا مؤسسًا في رابطة الجامعات الأمريكية. ومنذ أكثر من أربعة عقود متتالية، تصدرت الجامعة قائمة الجامعات الأميركية من حيث الإنفاق السنوي على البحث والتطوير. وقد حققت كلية الطب التابعة لها التي تأسست عام 1893، شهرة دولية واسعة بفضل ريادتها في الأبحاث الطبية الحيوية، وتُعدّ من أبرز كليات الطب في الولايات المتحدة.
تضم الجامعة عشر كليات أكاديمية، موزعة بشكل رئيسي على أربعة أحرام جامعية في بالتيمور، بالإضافة إلى فروع دراسات عليا في كل من إيطاليا والصين وواشنطن العاصمة. ويقع الحرمان الجامعيان المخصصان للدراسات الجامعية، وهما كلية زانفيل كريغر للآداب والعلوم وكلية ويتينغ للهندسة، في حرم هوموود بالقرب من حي تشارلز فيليدج. أما كلية الطب وكلية التمريض وكلية بلومبيرغ للصحة العامة، فهي موجودة في الحرم الطبي شرق بالتيمور، بجانب مستشفى جونز هوبكنز.
تشمل الجامعة أيضًا معهد بيبودي للموسيقى الواقع في حي ماونت فيرنون، ومختبر الفيزياء التطبيقية في مقاطعة هوارد، وكل من مدرسة الدراسات الدولية المتقدمة، ومدرسة التعليم، وكلية كاري لإدارة الأعمال.
من الناحية الرياضية، تأسس فريق لاكروس الرجال "بلو جايز" عام 1883، وحقق 44 بطولة وطنية، ويشارك حاليًا كعضو مستقل ضمن مؤتمر "بيغ تن" الرياضي. أما الفرق الرياضية الأخرى في الجامعة فتشارك في منافسات القسم الثالث من الرابطة الوطنية لرياضة الجامعات ضمن مؤتمر سنتينيال.

## وصلات خارجية
- موقع الجامعة
- موقع الرياضي للجامعه